# Чепіков Сергій Володимирович
Сергій Володимирович Чепіков  (рос. Сергей Владимирович Чепиков, 30 січня 1967) — російський лижник і біатлоніст, олімпійський чемпіон. Перемагав у загальному заліку кубка світу в сезонах 1989—1990 та 1990—1991 років.

## Виступи на Олімпіадах
| Олімпіада           | Дисципліна                | Місце |
| ------------------- | ------------------------- | ----- |
| Калгарі 1988        | спринт 10 км              | 3     |
| Калгарі 1988        | індивідуальна гонка 20 км | 4     |
| Калгарі 1988        | естафета 4 х 7,5 км       | 1     |
| Альбервіль 1992     | спринт 10 км              | 4     |
| Альбервіль 1992     | індивідуальна гонка 20 км | 10    |
| Альбервіль 1992     | естафета 4 х 7,5 км       | 2     |
| Ліллехаммер 1994    | спринт 10 км              | 1     |
| Ліллехаммер 1994    | індивідуальна гонка 20 км | 8     |
| Ліллехаммер 1994    | естафета 4 х 7,5 км       | 2     |
| Нагано 1998         | 10 км                     | 22    |
| Нагано 1998         | 30 км                     | 32    |
| Нагано 1998         | переслідування 10/15 км   | 9     |
| Нагано 1998         | естафета 4 х 10 км        | 5     |
| Солт-Лейк-Сіті 2002 | індивідуальна гонка 20 км | 8     |
| Солт-Лейк-Сіті 2002 | естафета 4 х 7,5 км       | 4     |
| Турин 2006          | спринт 10 км              | 23    |
| Турин 2006          | мас-старт 15 км           | 5     |
| Турин 2006          | індивідуальна гонка 20 км | 4     |
| Турин 2006          | естафета 4 х 7,5 км       | 2     |

## Санкції
23 лютого 2022 року, на тлі вторгнення Росії в Україну, занесений до списку санкцій Євросоюзу, оскільки "підтримував і проводив дії та політику, які підривають територіальну цілісність, суверенітет і незалежність України, які ще більше дестабілізують Україну".
Пізніше, за аналогічними підставами, внесений до санкційних списків США, Великої Британії, Канади, Швейцарії, Австралії, Японії, України та Нової Зеландії.